# Merosargus gorgona
Merosargus gorgona är en tvåvingeart som först beskrevs av Lindner 1949.  Merosargus gorgona ingår i släktet Merosargus och familjen vapenflugor.
Artens utbredningsområde är Colombia. Inga underarter finns listade i Catalogue of Life.